# اگسور
اگسور (به انگلیسی: Agsur) یک منطقهٔ مسکونی در هند است که در کارناتاکا واقع شده‌است.